# ATP-touren 2020
ATP-touren 2020 var  en serie om 33 tennisturneringar för professionella manliga tennisspelare som spelades under 2020, och där resultaten låg till grund för en rankning.
Ett stort antal turneringar blev under året inställda på grund av coronaviruspandemin.

## Schema
Detta är en komplett lista över tävlingar under säsongen 2020.
Teckenförklaring
| Grand Slam             |
| ATP World Tour Finals  |
| Olympiska sommarspelen |
| ATP Masters 1000       |
| ATP 500 Series         |
| ATP 250 Series         |
| Lagtävlingar           |

### Januari
| Startdatum | Turnering | Mästare                                           | Tvåa                               | Semifinalister                   | Kvartsfinalister                                                      |
| ---------- | --- | ------------------------------------------------- | ---------------------------------- | -------------------------------- | --------------------------------------------------------------------- |
| 6 januari  | ATP Cup Brisbane, Perth, Sydney, Australien 15 000 000 $ – Hard court – 24 lag                                                | Serbien 2–1                                       | Spanien                            | Ryssland Australien              | Kanada Argentina Storbritannien Belgien                               |
| 6 januari  | Qatar Open Doha, Qatar ATP 250 Series 1 465 260 $ – Hard court – 28S/16Q/16D Singel – Dubbel                                  | Andrey Rublev 6–2, 7–6(7–3)                       | Corentin Moutet                    | Stan Wawrinka Miomir Kecmanović  | Aljaž Bedene Fernando Verdasco Márton Fucsovics Pierre-Hugues Herbert |
| 6 januari  | Qatar Open Doha, Qatar ATP 250 Series 1 465 260 $ – Hard court – 28S/16Q/16D Singel – Dubbel                                  | Rohan Bopanna Wesley Koolhof 3–6, 6–2, [10–6]     | Luke Bambridge Santiago González   | Stan Wawrinka Miomir Kecmanović  | Aljaž Bedene Fernando Verdasco Márton Fucsovics Pierre-Hugues Herbert |
| 13 januari | Adelaide International Adelaide, Australien ATP 250 Series 610 010 $ – Hard court – 28S/16Q/16D Singel – Dubbel               | Andrey Rublev 6–3, 6–0                            | Lloyd Harris                       | Tommy Paul Félix Auger-Aliassime | Albert Ramos Viñolas Pablo Carreño Busta Dan Evans Alex Bolt          |
| 13 januari | Adelaide International Adelaide, Australien ATP 250 Series 610 010 $ – Hard court – 28S/16Q/16D Singel – Dubbel               | Máximo González Fabrice Martin 7–6(14–12), 6–3    | Ivan Dodig Filip Polášek           | Tommy Paul Félix Auger-Aliassime | Albert Ramos Viñolas Pablo Carreño Busta Dan Evans Alex Bolt          |
| 13 januari | Auckland Open Auckland, Nya Zeeland ATP 250 Series 610 010 $ – Hard court – 28S/16Q/16D Singel – Dubbel                       | Ugo Humbert 7–6(7–2), 3–6, 7–6(7–5)               | Benoît Paire                       | Hubert Hurkacz John Isner        | Feliciano López John Millman Kyle Edmund Denis Shapovalov             |
| 13 januari | Auckland Open Auckland, Nya Zeeland ATP 250 Series 610 010 $ – Hard court – 28S/16Q/16D Singel – Dubbel                       | Luke Bambridge Ben McLachlan 7–6(7–3), 6–3        | Marcus Daniell Philipp Oswald      | Hubert Hurkacz John Isner        | Feliciano López John Millman Kyle Edmund Denis Shapovalov             |
| 20 januari | Australiska öppna Melbourne, Australien Grand Slam 32 846 000 $ – Hard court 128S/128Q/64D/32X Singel – Dubbel – Mixed dubbel | Novak Djokovic 6–4, 4–6, 2–6, 6–3, 6–4            | Dominic Thiem                      | Alexander Zverev Roger Federer   | Rafael Nadal Stan Wawrinka Tennys Sandgren Milos Raonic               |
| 20 januari | Australiska öppna Melbourne, Australien Grand Slam 32 846 000 $ – Hard court 128S/128Q/64D/32X Singel – Dubbel – Mixed dubbel | Rajeev Ram Joe Salisbury 6–4, 6–2                 | Max Purcell Luke Saville           | Alexander Zverev Roger Federer   | Rafael Nadal Stan Wawrinka Tennys Sandgren Milos Raonic               |
| 20 januari | Australiska öppna Melbourne, Australien Grand Slam 32 846 000 $ – Hard court 128S/128Q/64D/32X Singel – Dubbel – Mixed dubbel | Barbora Krejčíková Nikola Mektić 5–7, 6–4, [10–1] | Bethanie Mattek-Sands Jamie Murray | Alexander Zverev Roger Federer   | Rafael Nadal Stan Wawrinka Tennys Sandgren Milos Raonic               |

### Februari
| Startdatum  | Turnering | Mästare                                                           | Tvåa                                 | Semifinalister                         | Kvartsfinalister                                                       |
| ----------- | --- | ----------------------------------------------------------------- | ------------------------------------ | -------------------------------------- | ---------------------------------------------------------------------- |
| 3 februari  | Open Sud de France Montpellier, Frankrike ATP 250 Series 606 350 € – Hard court (i) – 28S/16Q/16D Singel – Dubbel             | Gaël Monfils 7–5, 6–3                                             | Vasek Pospisil                       | Filip Krajinović David Goffin          | Norbert Gombos Grégoire Barrère Richard Gasquet Pierre-Hugues Herbert  |
| 3 februari  | Open Sud de France Montpellier, Frankrike ATP 250 Series 606 350 € – Hard court (i) – 28S/16Q/16D Singel – Dubbel             | Nikola Ćaćić Mate Pavić 6–4, 6–7(4–7), [10–4]                     | Aisam-ul-Haq Qureshi Dominic Inglot  | Filip Krajinović David Goffin          | Norbert Gombos Grégoire Barrère Richard Gasquet Pierre-Hugues Herbert  |
| 3 februari  | Maharashtra Open Pune, Indien ATP 250 Series 610 010 $ – Hard court – 28S/16Q/16D Singel – Dubbel                             | Jiří Veselý 7–6(7–2), 5–7, 6–3                                    | Egor Gerasimov                       | James Duckworth Ričardas Berankis      | Roberto Marcora Kwon Soon-woo Ilya Ivashka Yūichi Sugita               |
| 3 februari  | Maharashtra Open Pune, Indien ATP 250 Series 610 010 $ – Hard court – 28S/16Q/16D Singel – Dubbel                             | André Göransson Christopher Rungkat 6–2, 3–6, [10–8]              | Jonathan Erlich Andrei Vasilevski    | James Duckworth Ričardas Berankis      | Roberto Marcora Kwon Soon-woo Ilya Ivashka Yūichi Sugita               |
| 3 februari  | Córdoba Open Córdoba, Argentina ATP 250 Series 610 010 $ – Grus – 28S/16Q/16D Singel – Dubbel                                 | Cristian Garín 2–6, 6–4, 6–0                                      | Diego Schwartzman                    | Laslo Đere Andrej Martin               | Albert Ramos Viñolas Juan Ignacio Londero Pablo Cuevas Corentin Moutet |
| 3 februari  | Córdoba Open Córdoba, Argentina ATP 250 Series 610 010 $ – Grus – 28S/16Q/16D Singel – Dubbel                                 | Marcelo Demoliner Matwé Middelkoop 6–3, 7–6(7–4)                  | Leonardo Mayer Andrés Molteni        | Laslo Đere Andrej Martin               | Albert Ramos Viñolas Juan Ignacio Londero Pablo Cuevas Corentin Moutet |
| 10 februari | Rotterdam Open Rotterdam, Nederländerna ATP 500 Series 2 155 295 € – Hard court (i) – 32S/16Q/16D Singel – Dubbel             | Gaël Monfils 6–2, 6–4                                             | Félix Auger-Aliassime                | Filip Krajinović Pablo Carreño Busta   | Andrey Rublev Dan Evans Jannik Sinner Aljaž Bedene                     |
| 10 februari | Rotterdam Open Rotterdam, Nederländerna ATP 500 Series 2 155 295 € – Hard court (i) – 32S/16Q/16D Singel – Dubbel             | Pierre-Hugues Herbert Nicolas Mahut 7–6(7–5), 4–6, [10–7]         | Henri Kontinen Jan-Lennard Struff    | Filip Krajinović Pablo Carreño Busta   | Andrey Rublev Dan Evans Jannik Sinner Aljaž Bedene                     |
| 10 februari | New York Open Uniondale, USA ATP 250 Series 804 180 $ – Hard court (i) – 28S/16Q/16D Singel – Dubbel                          | Kyle Edmund 7–5, 6–1                                              | Andreas Seppi                        | Jason Jung Miomir Kecmanović           | Jordan Thompson Reilly Opelka Ugo Humbert Kwon Soon-woo                |
| 10 februari | New York Open Uniondale, USA ATP 250 Series 804 180 $ – Hard court (i) – 28S/16Q/16D Singel – Dubbel                          | Aisam-ul-Haq Qureshi Dominic Inglot 7–6(7–5), 7–6(8–6)            | Steve Johnson Reilly Opelka          | Jason Jung Miomir Kecmanović           | Jordan Thompson Reilly Opelka Ugo Humbert Kwon Soon-woo                |
| 10 februari | Argentina Open Buenos Aires, Argentina ATP 250 Series 696 280 $ – Grus (Röd) – 28S/16Q/16D Singel – Dubbel                    | Casper Ruud 6–1, 6–4                                              | Pedro Sousa                          | Diego Schwartzman Juan Ignacio Londero | Pablo Cuevas Thiago Monteiro Dušan Lajović Guido Pella                 |
| 10 februari | Argentina Open Buenos Aires, Argentina ATP 250 Series 696 280 $ – Grus (Röd) – 28S/16Q/16D Singel – Dubbel                    | Marcel Granollers Horacio Zeballos 6–4, 5–7, [18–16]              | Guillermo Durán Juan Ignacio Londero | Diego Schwartzman Juan Ignacio Londero | Pablo Cuevas Thiago Monteiro Dušan Lajović Guido Pella                 |
| 17 februari | Rio Open Rio de Janeiro, Brasilien ATP 500 Series 1 915 485 $ – Grus (Röd) – 32S/16Q/16D Singel – Dubbel                      | Cristian Garín 7–6(7–3), 7–5                                      | Gianluca Mager                       | Attila Balázs Borna Ćorić              | Dominic Thiem Pedro Martínez Federico Coria Lorenzo Sonego             |
| 17 februari | Rio Open Rio de Janeiro, Brasilien ATP 500 Series 1 915 485 $ – Grus (Röd) – 32S/16Q/16D Singel – Dubbel                      | Marcel Granollers Horacio Zeballos 6–4, 5–7, [10–7]               | Salvatore Caruso Federico Gaio       | Attila Balázs Borna Ćorić              | Dominic Thiem Pedro Martínez Federico Coria Lorenzo Sonego             |
| 17 februari | Open 13 Marseille, Frankrike ATP 250 Series 769 670 € – Hard court (i) – 28S/16Q/16D Singel – Dubbel                          | Stefanos Tsitsipas 6–3, 6–4                                       | Félix Auger-Aliassime                | Gilles Simon Alexander Bublik          | Daniil Medvedev Egor Gerasimov Denis Shapovalov Vasek Pospisil         |
| 17 februari | Open 13 Marseille, Frankrike ATP 250 Series 769 670 € – Hard court (i) – 28S/16Q/16D Singel – Dubbel                          | Nicolas Mahut Vasek Pospisil 6–3, 6–4                             | Wesley Koolhof Nikola Mektić         | Gilles Simon Alexander Bublik          | Daniil Medvedev Egor Gerasimov Denis Shapovalov Vasek Pospisil         |
| 17 februari | Delray Beach Open Delray Beach, USA ATP 250 Series 673 655 $ – Hard court – 32S/16Q/16D Singel – Dubbel                       | Reilly Opelka 7–5, 6–7(4–7), 6–2                                  | Yoshihito Nishioka                   | Ugo Humbert Milos Raonic               | Frances Tiafoe Brandon Nakashima Kwon Soon-woo Steve Johnson           |
| 17 februari | Delray Beach Open Delray Beach, USA ATP 250 Series 673 655 $ – Hard court – 32S/16Q/16D Singel – Dubbel                       | Bob Bryan Mike Bryan 3–6, 7–5, [10–5]                             | Luke Bambridge Ben McLachlan         | Ugo Humbert Milos Raonic               | Frances Tiafoe Brandon Nakashima Kwon Soon-woo Steve Johnson           |
| 24 februari | Dubai Tennis Championships Dubai, Förenade Arabemiraten ATP 500 Series 2 950 420 $ – Hard court – 32S/16Q/16D Singel – Dubbel | Novak Djokovic 6–3, 6–4                                           | Stefanos Tsitsipas                   | Gaël Monfils Dan Evans                 | Karen Khachanov Richard Gasquet Andrey Rublev Jan-Lennard Struff       |
| 24 februari | Dubai Tennis Championships Dubai, Förenade Arabemiraten ATP 500 Series 2 950 420 $ – Hard court – 32S/16Q/16D Singel – Dubbel | John Peers Michael Venus 6–3, 6–2                                 | Raven Klaasen Oliver Marach          | Gaël Monfils Dan Evans                 | Karen Khachanov Richard Gasquet Andrey Rublev Jan-Lennard Struff       |
| 24 februari | Mexican Open Acapulco, Mexiko ATP 500 Series 2 000 845 $ – Hard court – 32S/16Q/16D Singel – Dubbel                           | Rafael Nadal 6–3, 6–2                                             | Taylor Fritz                         | Grigor Dimitrov John Isner             | Kwon Soon-woo Stan Wawrinka Kyle Edmund Tommy Paul                     |
| 24 februari | Mexican Open Acapulco, Mexiko ATP 500 Series 2 000 845 $ – Hard court – 32S/16Q/16D Singel – Dubbel                           | Łukasz Kubot Marcelo Melo 7–6(8–6), 6–7(4–7), [11–9]              | Juan Sebastián Cabal Robert Farah    | Grigor Dimitrov John Isner             | Kwon Soon-woo Stan Wawrinka Kyle Edmund Tommy Paul                     |
| 24 februari | Chile Open Santiago, Chile ATP 250 Series 674 730 $ – Grus (Röd) – 28S/16Q/16D Singel – Dubbel                                | Thiago Seyboth Wild 7–5, 4–6, 6–3                                 | Casper Ruud                          | Renzo Olivo Albert Ramos Viñolas       | Cristian Garín Hugo Dellien Thiago Monteiro Federico Delbonis          |
| 24 februari | Chile Open Santiago, Chile ATP 250 Series 674 730 $ – Grus (Röd) – 28S/16Q/16D Singel – Dubbel                                | Roberto Carballés Baena Alejandro Davidovich Fokina 7–6(7–3), 6–1 | Marcelo Arévalo Jonny O'Mara         | Renzo Olivo Albert Ramos Viñolas       | Cristian Garín Hugo Dellien Thiago Monteiro Federico Delbonis          |

### Mars
| Startdatum     | Turnering | Mästare | Tvåa | Semifinalister                                                  | Kvartsfinalister                                                |
| -------------- | --- | --- | --- | --------------------------------------------------------------- | --------------------------------------------------------------- |
| 2 mars         | Kvalomgången i Davis Cup Zagreb, Kroatien – Hard court (i) Debrecen, Ungern – Hard court (i) Bogotá, Colombia – Grus (i) Honolulu, USA – Hard court (i) Adelaide, Australien – Hard court Cagliari, Italien – Grus Düsseldorf, Tysland – Hard court (i) Nur-Sultan, Kazakstan – Hard court (i) Bratislava, Slovakien – Grus (i) Premstätten, Österrike – Hard court (i) Miki, Japan – Hard court (i) Stockholm, Sverige – Hard court (i) | Vinnare i kvalomgången Kroatien 3–1 · Ungern 3–2 · Colombia 3–1 · USA 4–0 · Australien 3–1 · Italien 4–0 · Tyskland 4–1 · Kazakstan 3–1 · Tjeckien 3–1 · Österrike 3–1 · Ecuador 3–0 · Sverige 3–1 · | Förlorare i kvalomgången Indien · Belgien · Argentina · Uzbekistan · Brasilien · Sydkorea · Belarus · Nederländerna · Slovakien · Uruguay · Japan · Chile |                                                                 |                                                                 |
| Resten av mars | Turneringar avbrutna på grund av coronaviruspandemin 2019–2021. | Turneringar avbrutna på grund av coronaviruspandemin 2019–2021. | Turneringar avbrutna på grund av coronaviruspandemin 2019–2021.                                                                                           | Turneringar avbrutna på grund av coronaviruspandemin 2019–2021. | Turneringar avbrutna på grund av coronaviruspandemin 2019–2021. |

### April–juli
Inga turneringar spelades på grund av coronaviruspandemin 2019–2021.

### Augusti
| Startdatum             | Turnering | Mästare                                                         | Tvåa                                                            | Semifinalister                                                  | Kvartsfinalister                                                  |
| ---------------------- | --- | --------------------------------------------------------------- | --------------------------------------------------------------- | --------------------------------------------------------------- | ----------------------------------------------------------------- |
| Början av augusti      | Turneringar avbrutna på grund av coronaviruspandemin 2019–2021.                                               | Turneringar avbrutna på grund av coronaviruspandemin 2019–2021. | Turneringar avbrutna på grund av coronaviruspandemin 2019–2021. | Turneringar avbrutna på grund av coronaviruspandemin 2019–2021. | Turneringar avbrutna på grund av coronaviruspandemin 2019–2021.   |
| 24 augusti             | Western & Southern Open New York, USA ATP Masters 1000 4 674 780 $ − Hard court – 56S/48Q/32D Singel – Dubbel | Novak Djokovic 1–6, 6–3, 6–4                                    | Milos Raonic                                                    | Roberto Bautista Agut Stefanos Tsitsipas                        | Jan-Lennard Struff Daniil Medvedev Reilly Opelka Filip Krajinović |
| 24 augusti             | Western & Southern Open New York, USA ATP Masters 1000 4 674 780 $ − Hard court – 56S/48Q/32D Singel – Dubbel | Pablo Carreño Busta Alex de Minaur 6–2, 7–5                     | Jamie Murray Neal Skupski                                       | Roberto Bautista Agut Stefanos Tsitsipas                        | Jan-Lennard Struff Daniil Medvedev Reilly Opelka Filip Krajinović |
| 31 augusti 7 september | US Open New York, USA Grand Slam 21 656 000 $ − Hard court – 128S/32D Singel – Dubbel                         | Dominic Thiem 2–6, 4–6, 6–4, 6–3, 7–6(8–6)                      | Alexander Zverev                                                | Pablo Carreño Busta Daniil Medvedev                             | Denis Shapovalov Borna Ćorić Andrej Rubljov Alex de Minaur        |
| 31 augusti 7 september | US Open New York, USA Grand Slam 21 656 000 $ − Hard court – 128S/32D Singel – Dubbel                         | Mate Pavić Bruno Soares 7–5, 6–3                                | Wesley Koolhof Nikola Mektić                                    | Pablo Carreño Busta Daniil Medvedev                             | Denis Shapovalov Borna Ćorić Andrej Rubljov Alex de Minaur        |

### September
| Startdatum             | Turnering | Mästare                                             | Tvåa                               | Semifinalister                       | Kvartsfinalister                                                        |
| ---------------------- | --- | --------------------------------------------------- | ---------------------------------- | ------------------------------------ | ----------------------------------------------------------------------- |
| 7 september            | Austrian Open Kitzbühel Kitzbühel, Österrike ATP 250 Series 400 335 € – Grus (Röd) – 28S/24Q/16D Singel – Dubbel | Miomir Kecmanović 6–4, 6–4                          | Yannick Hanfmann                   | Marc-Andrea Hüsler Laslo Đere        | Feliciano López Federico Delbonis Maximilian Marterer Diego Schwartzman |
| 7 september            | Austrian Open Kitzbühel Kitzbühel, Österrike ATP 250 Series 400 335 € – Grus (Röd) – 28S/24Q/16D Singel – Dubbel | Austin Krajicek Franko Škugor 7–6(7–5), 7–5         | Marcel Granollers Horacio Zeballos | Marc-Andrea Hüsler Laslo Đere        | Feliciano López Federico Delbonis Maximilian Marterer Diego Schwartzman |
| 14 september           | Italian Open Rom, Italien ATP Masters 1000 3 854 000 € – Grus (Röd) – 56S/64Q/32D Singel – Dubbel                | Novak Djokovic 7–5, 6–3                             | Diego Schwartzman                  | Casper Ruud Denis Shapovalov         | Dominik Koepfer Matteo Berrettini Grigor Dimitrov Rafael Nadal          |
| 14 september           | Italian Open Rom, Italien ATP Masters 1000 3 854 000 € – Grus (Röd) – 56S/64Q/32D Singel – Dubbel                | Marcel Granollers Horacio Zeballos 6–4, 5–7, [10–8] | Jérémy Chardy Fabrice Martin       | Casper Ruud Denis Shapovalov         | Dominik Koepfer Matteo Berrettini Grigor Dimitrov Rafael Nadal          |
| 21 september           | Hamburg European Open Hamburg, Tyskland ATP 500 Series 1 203 960 € – Grus (Röd) – 32S/16Q/16D Singel – Dubbel    | Andrej Rubljov 6–4, 3–6, 7–5                        | Stefanos Tsitsipas                 | Casper Ruud Cristian Garín           | Ugo Humbert Roberto Bautista Agut Alexander Bublik Dušan Lajović        |
| 21 september           | Hamburg European Open Hamburg, Tyskland ATP 500 Series 1 203 960 € – Grus (Röd) – 32S/16Q/16D Singel – Dubbel    | John Peers Michael Venus 6–3, 6–4                   | Ivan Dodig Mate Pavić              | Casper Ruud Cristian Garín           | Ugo Humbert Roberto Bautista Agut Alexander Bublik Dušan Lajović        |
| 27 september 5 oktober | Franska öppna Paris, Frankrike Grand Slam 18 209 040 € − Grus (Röd) 128S/128Q/64D Singel – Dubbel                | Rafael Nadal 6–0, 6–2, 7–5                          | Novak Djokovic                     | Stefanos Tsitsipas Diego Schwartzman | Pablo Carreño Busta Andrej Rubljov Dominic Thiem Jannik Sinner          |
| 27 september 5 oktober | Franska öppna Paris, Frankrike Grand Slam 18 209 040 € − Grus (Röd) 128S/128Q/64D Singel – Dubbel                | Kevin Krawietz Andreas Mies 6–3, 7–5                | Mate Pavić Bruno Soares            | Stefanos Tsitsipas Diego Schwartzman | Pablo Carreño Busta Andrej Rubljov Dominic Thiem Jannik Sinner          |

### Oktober
| Startdatum | Turnering | Mästare                                            | Tvåa                               | Semifinalister                                    | Kvartsfinalister                                                             |
| ---------- | --- | -------------------------------------------------- | ---------------------------------- | ------------------------------------------------- | ---------------------------------------------------------------------------- |
| 12 oktober | St. Petersburg Open Sankt Petersburg, Ryssland ATP 500 Series 1 399 370 $ – Hard court (i) – 32S/16Q/16D Singel – Dubbel | Andrej Rubljov 7–6(7–5), 6–4                       | Borna Ćorić                        | Milos Raonic Denis Shapovalov                     | Reilly Opelka Karen Khachanov Cameron Norrie Stan Wawrinka                   |
| 12 oktober | St. Petersburg Open Sankt Petersburg, Ryssland ATP 500 Series 1 399 370 $ – Hard court (i) – 32S/16Q/16D Singel – Dubbel | Jürgen Melzer Édouard Roger-Vasselin 6–2, 7–6(7–4) | Marcelo Demoliner Matwé Middelkoop | Milos Raonic Denis Shapovalov                     | Reilly Opelka Karen Khachanov Cameron Norrie Stan Wawrinka                   |
| 12 oktober | Bett1Hulks Indoors Köln, Tyskland ATP 250 Series 325 610 € – Hard court (i) – 28S/16Q/16D Singel – Dubbel                | Alexander Zverev 6–3, 6–3                          | Félix Auger-Aliassime              | Alejandro Davidovich Fokina Roberto Bautista Agut | Lloyd Harris Dennis Novak Radu Albot Hubert Hurkacz                          |
| 12 oktober | Bett1Hulks Indoors Köln, Tyskland ATP 250 Series 325 610 € – Hard court (i) – 28S/16Q/16D Singel – Dubbel                | Pierre-Hugues Herbert Nicolas Mahut 6–4, 6–4       | Łukasz Kubot Marcelo Melo          | Alejandro Davidovich Fokina Roberto Bautista Agut | Lloyd Harris Dennis Novak Radu Albot Hubert Hurkacz                          |
| 12 oktober | Forte Village Sardegna Open Pula, Italien ATP 250 Series 271 345 € – Grus – 28S/16Q/16D Singel – Dubbel                  | Laslo Đere 7–6(7–3), 7–5                           | Marco Cecchinato                   | Danilo Petrović Lorenzo Musetti                   | Federico Delbonis Albert Ramos Viñolas Yannick Hanfmann Jiří Veselý          |
| 12 oktober | Forte Village Sardegna Open Pula, Italien ATP 250 Series 271 345 € – Grus – 28S/16Q/16D Singel – Dubbel                  | Marcus Daniell Philipp Oswald 6–3, 6–4             | Juan Sebastián Cabal Robert Farah  | Danilo Petrović Lorenzo Musetti                   | Federico Delbonis Albert Ramos Viñolas Yannick Hanfmann Jiří Veselý          |
| 19 oktober | European Open Antwerpen, Belgien ATP 250 Series 472 590 € – Hard court (i) – 28S/16Q/16D Singel – Dubbel                 | Ugo Humbert 6–1, 7–6(7–4)                          | Alex de Minaur                     | Grigor Dimitrov Dan Evans                         | Marcos Giron Milos Raonic Karen Khachanov Lloyd Harris                       |
| 19 oktober | European Open Antwerpen, Belgien ATP 250 Series 472 590 € – Hard court (i) – 28S/16Q/16D Singel – Dubbel                 | John Peers Michael Venus 6–3, 6–4                  | Rohan Bopanna Matwé Middelkoop     | Grigor Dimitrov Dan Evans                         | Marcos Giron Milos Raonic Karen Khachanov Lloyd Harris                       |
| 19 oktober | Bett1Hulks Championship Köln, Tyskland ATP 250 Series 325 610 € – Hard court (i) – 28S/16Q/16D Singel – Dubbel           | Alexander Zverev 6–2, 6–1                          | Diego Schwartzman                  | Jannik Sinner Félix Auger-Aliassime               | Adrian Mannarino Gilles Simon Yoshihito Nishioka Alejandro Davidovich Fokina |
| 19 oktober | Bett1Hulks Championship Köln, Tyskland ATP 250 Series 325 610 € – Hard court (i) – 28S/16Q/16D Singel – Dubbel           | Raven Klaasen Ben McLachlan 6–2, 6–4               | Kevin Krawietz Andreas Mies        | Jannik Sinner Félix Auger-Aliassime               | Adrian Mannarino Gilles Simon Yoshihito Nishioka Alejandro Davidovich Fokina |
| 26 oktober | Vienna Open Wien, Österrike ATP 500 Series 1 550 950 € – Hard court (i) – 32S/16Q/16D Singel – Dubbel                    | Andrej Rubljov 6–4, 6–4                            | Lorenzo Sonego                     | Dan Evans Kevin Anderson                          | Novak Djokovic Grigor Dimitrov Daniil Medvedev Dominic Thiem                 |
| 26 oktober | Vienna Open Wien, Österrike ATP 500 Series 1 550 950 € – Hard court (i) – 32S/16Q/16D Singel – Dubbel                    | Łukasz Kubot Marcelo Melo 7–6(7–5), 7–5            | Jamie Murray Neal Skupski          | Dan Evans Kevin Anderson                          | Novak Djokovic Grigor Dimitrov Daniil Medvedev Dominic Thiem                 |
| 26 oktober | Astana Open Nur-Sultan, Kazakstan ATP 250 Series 337 000 $ – Hard court (i) – 28S/16Q/16D Singel – Dubbel                | John Millman 7–5, 6–1                              | Adrian Mannarino                   | Emil Ruusuvuori Frances Tiafoe                    | Mikhail Kukushkin Mackenzie McDonald Tommy Paul Egor Gerasimov               |
| 26 oktober | Astana Open Nur-Sultan, Kazakstan ATP 250 Series 337 000 $ – Hard court (i) – 28S/16Q/16D Singel – Dubbel                | Sander Gillé Joran Vliegen 7–5, 6–3                | Max Purcell Luke Saville           | Emil Ruusuvuori Frances Tiafoe                    | Mikhail Kukushkin Mackenzie McDonald Tommy Paul Egor Gerasimov               |

### November
| Startdatum  | Turnering | Mästare                                                         | Tvåa                                 | Semifinalister                   | Kvartsfinalister                                                                 |
| ----------- | --- | --------------------------------------------------------------- | ------------------------------------ | -------------------------------- | -------------------------------------------------------------------------------- |
| 2 november  | Paris Masters Paris, Frankrike ATP Masters 1000 4 289 970 € – Hard court (i) – 58S/28Q/24D Singel – Dubbel     | Daniil Medvedev 5–7, 6–4, 6–1                                   | Alexander Zverev                     | Rafael Nadal Milos Raonic        | Pablo Carreño Busta Stan Wawrinka Diego Schwartzman Ugo Humbert                  |
| 2 november  | Paris Masters Paris, Frankrike ATP Masters 1000 4 289 970 € – Hard court (i) – 58S/28Q/24D Singel – Dubbel     | Félix Auger-Aliassime Hubert Hurkacz 6–7(3–7), 7–6(9–7), [10–2] | Mate Pavić Bruno Soares              | Rafael Nadal Milos Raonic        | Pablo Carreño Busta Stan Wawrinka Diego Schwartzman Ugo Humbert                  |
| 9 november  | Sofia Open Sofia, Bulgarien ATP 250 Series 389 270 € – Hard court (i) – 28S/16Q/16D Singel – Dubbel            | Jannik Sinner 6–4, 3–6, 7–6(7–3)                                | Vasek Pospisil                       | Adrian Mannarino Richard Gasquet | Radu Albot Alex de Minaur John Millman Salvatore Caruso                          |
| 9 november  | Sofia Open Sofia, Bulgarien ATP 250 Series 389 270 € – Hard court (i) – 28S/16Q/16D Singel – Dubbel            | Jamie Murray Neal Skupski Walkover                              | Jürgen Melzer Édouard Roger-Vasselin | Adrian Mannarino Richard Gasquet | Radu Albot Alex de Minaur John Millman Salvatore Caruso                          |
| 16 november | ATP-slutspelet London, Storbritannien ATP-slutspelet 5 700 000 $ – Hard court (i) – 8S/8D (RR) Singel – Dubbel | Daniil Medvedev 4–6, 7–6(7–2), 6–4                              | Dominic Thiem                        | Rafael Nadal Novak Djokovic      | Round Robin Alexander Zverev Diego Schwartzman Stefanos Tsitsipas Andrej Rubljov |
| 16 november | ATP-slutspelet London, Storbritannien ATP-slutspelet 5 700 000 $ – Hard court (i) – 8S/8D (RR) Singel – Dubbel | Wesley Koolhof Nikola Mektić 6–2, 3–6, [10–5]                   | Jürgen Melzer Édouard Roger-Vasselin | Rafael Nadal Novak Djokovic      | Round Robin Alexander Zverev Diego Schwartzman Stefanos Tsitsipas Andrej Rubljov |